# Saqueo de Roma (546)
El saqueo de Roma del año 546 fue realizado por el rey godo Totila, durante la Guerra Gótica entre los ostrogodos y el Imperio bizantino. Totila estaba asentado en Tívoli y, buscando la reconquista de la región del Lacio, se desplazó en dirección a Roma. Sin embargo, las defensas de la ciudad aguantaron su ataque, por lo que decidió asediarla hasta que se rindiese por hambre.
El papa Vigilio, que había huido de la ciudad hasta Siracusa, envió una pequeña flota de barcos con cereales para abastecer Roma, pero la armada de Totila la interceptó y capturó cerca de la desembocadura del Tíber. La flota imperial, dirigida por Belisario, no tuvo éxito en su intento de liberar la ciudad, por lo que Roma se vio obligada finalmente a abrir sus puertas a los godos.
Roma fue saqueada pero Totila, que normalmente destruía las fortificaciones de cada ciudad que tomaba, no desmanteló las murallas de la ciudad. Cuando Totila se retiró, las murallas y otras fortificaciones pronto volvieron a levantarse, por lo que Totila volvió a marchar contra la ciudad. En este caso, Belisario tuvo éxito en su defensa, pero no cobró ventaja de su victoria. Los godos tomaron varias ciudades, incluyendo Perugia, mientras que Belisario permaneció inactivo hasta que fue llamado de vuelta desde Italia. En 549 Totila volvió a marchar contra Roma, capturándola gracias a la traición de algunos defensores hambrientos.